# 오사카 문화관·덴포잔

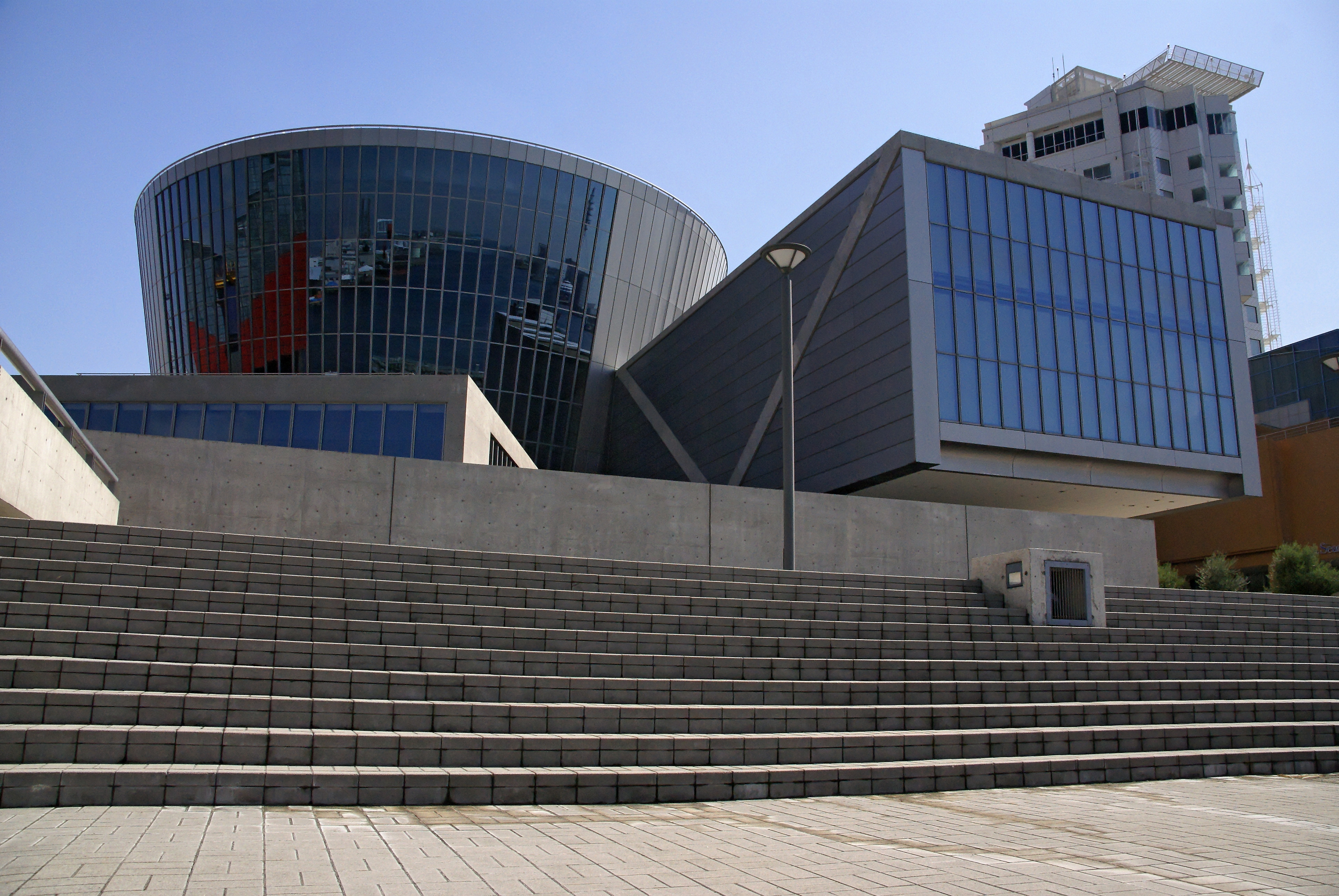
오사카 문화관·덴포잔

오사카 문화관·덴포잔(大阪文化館・天保山)은 일본 오사카부 오사카시 미나토구 덴포잔 하버 빌리지에 있는 미술관이다. 예전 이름 산토리 뮤지엄(일본어: サントリーミュージアム 산토리뮤지아무[*])으로도 잘 알려져 있다. 산토리가 설립하였으며, 1994년 11월 3일 개관하였다. 작품은 약 15,000점 정도가 있다.